# The Magic Flame
The Magic Flame és una pel·lícula muda de la Samuel Goldwyn Productions dirigida per Henry King i protagonitzada per Ronald Colman i Vilma Bánky. Basada en la novel·la König Harlekin de Rudolph Lothar amb guió de June Mathis i Bess Meredyth, es va estrenar el setembre de 1927. Pel seu treball en aquesta pel·lícula, a “The Devil Dancer” i a “Sadie Thompson”, George Barnes va ser nominat a l'Oscar a la millor fotografia en la primera edició dels Premis Oscar. Es considera una pel·lícula perduda.

## Argument
Bianca, l'estrella acròbata del circ de Baretti, estima Tito, el pallasso. Malauradament ha de patir els intents de seducció de l'atractiu príncep hereu d'Il·líria, que es fa passar pel comte Cassati. El príncep també persegueix la dona d'un veí i mata el seu marit quan aquest els descobreix junts. Enfadat pels rebuigs de Bianca, el príncep la atrau al seu palau amb una carta falsificada, però ella s’escapa per la finestra gràcies a la seva habilitat gimnàstica. Tito acudeix en la seva ajuda i lluitant amb el príncep el llança des de la finestra al mar. Donat que Tito té una semblança sorprenent amb el príncep, el pallasso assumeix la seva identitat per tal d’eludir ser processat. Creient que Tito ha estat assassinat pel príncep, Bianca abandona el circ per buscar venjança. Durant la coronació, ella està a punt d'assassinar el fals príncep quan aquest revela la seva identitat, i junts escapen al circ.

## Repartiment
- Ronald Colman (Tito / Comte Cassati)
- Vilma Bánky (Bianca)
- Agostino Borgato (Loyal, director del circ)
- Gustav von Seyffertitz (el canceller)
- Harvey Clark (l’ajudant)
- Shirley Palmer (l’esposa)
- Cosmo Kyrle Bellew (el marit)
- George Davis (treballador de manteniment)
- André Cheron (manager)
- Vadim Uraneff (el visitant)
- Meurnier-Surcouf (empassador d’espases)
- Raoul Paoli (el forçut)
- William Bakewell
- David Mir
- Lucille Ballart
- Austen Jewell